# Лыков-Оболенский, Иван Иванович Дуда
Князь Иван Иванович Лыков-Оболенский по прозванию Дуда († после 1581) — наместник и воевода в правление великого князя и царя Ивана Грозного.
Представитель княжеского рода Лыковых-Оболенских (Рюриковичи), племянник боярина, князя Ю. В. Лыкова-Оболенского. Младший из трёх сыновей князя Ивана Васильевича Лыкова-Оболенского. Старшие братья — Никита Слепой и Фёдор Плащица.

## Биография
Воевода левой руки во Владимире (1540). Второй воевода Большого полка в Калуге (1542). Наместник в Новгороде Северском (1543). Годовал воеводой в Смоленске (1550). На свадьбе князя Владимира Андреевича Старицкого с княжной Евдокией Романовной Одоевской "держал колпак" (28 апреля 1555). Подписался на поручной записи, в 150 рублей, по тем боярам, которые ручались по князю Михаилу Ивановичу Воротынскому (12 апреля 1562). Подписался в числе дворян 1-й статьи на грамоте о продолжении войны с Польшей и об отказе в перемирии (02 июля 1566). Один из воевод в Смоленске (1567).
В 1571 году — наместник в Болхове. В 1576 году второй воевода «с Семеня дни» в Полоцке.
В 1578 году он был отправлен «з берега» на воеводство в Пронск. В 1580 году — наместник в Новгороде-Северском, в 1581 году — 1-й воевода в Брянске.
Оставил двух сыновей: Фёдора и Григория Ивановичей.